# Monte Sabalan
Il Sabalan (in persiano سبلان) è uno stratovulcano inattivo del nord dell'Iran, alto 4.811 metri. È la terza cima più alta del paese e il suo cratere sommitale è permanentemente occupato da un lago. Sulle sue pendici si trova la stazione sciistica di Alvares e diverse zone turistiche, inoltre la montagna è un luogo di pellegrinaggio per gli zoroastriani.